# Grupp D i kvalspelet till Europamästerskapet i fotboll för herrar 2008
Tabell och resultat från Grupp D i kvalspelet till Europamästerskapet i fotboll för herrar 2008.

## Tabell
| Nr | Lag ( )    | S  | V | O | F  | GM | IM | MS  | P  |
| -- | ---------- | -- | - | - | -- | -- | -- | --- | -- |
| 1  | Tjeckien   | 12 | 9 | 2 | 1  | 27 | 5  | +22 | 29 |
| 2  | Tyskland   | 12 | 8 | 3 | 1  | 35 | 7  | +28 | 27 |
| 3  | Irland     | 12 | 4 | 5 | 3  | 17 | 14 | +3  | 17 |
| 4  | Slovakien  | 12 | 5 | 1 | 6  | 33 | 23 | +10 | 16 |
| 5  | Wales      | 12 | 4 | 3 | 5  | 18 | 19 | −1  | 15 |
| 6  | Cypern     | 12 | 4 | 2 | 6  | 17 | 24 | −7  | 14 |
| 7  | San Marino | 12 | 0 | 0 | 12 | 2  | 57 | −55 | 0  |

## Matcher
|  | 2 september 2006 20:15 CEST | Tjeckien        | 2 – 1   | Wales              | Na Stínadlech, Teplice                          |                                                 |
|  |                             | Lafata 76′, 89′ | Rapport | Jiránek 85′ (sjm.) | Publik: 16 204 Domare: Jonas Eriksson (Sverige) | Publik: 16 204 Domare: Jonas Eriksson (Sverige) |
|  |                             |                 |         |                    | Publik: 16 204 Domare: Jonas Eriksson (Sverige) | Publik: 16 204 Domare: Jonas Eriksson (Sverige) |
|  |                             |                 |         |                    | Publik: 16 204 Domare: Jonas Eriksson (Sverige) | Publik: 16 204 Domare: Jonas Eriksson (Sverige) |

|  | 2 september 2006 20:15 CEST | Slovakien                                          | 6 – 1   | Cypern       | Tehelné Pole, Bratislava                     |                                              |
|  |                             | Skrtel 9′ Mintál 33′, 55′ Šebo 43′, 48′ Karhan 52′ | Rapport | Yiasoumi 90′ | Publik: 4 783 Domare: Oleh Orekhov (Ukraina) | Publik: 4 783 Domare: Oleh Orekhov (Ukraina) |
|  |                             |                                                    |         |              | Publik: 4 783 Domare: Oleh Orekhov (Ukraina) | Publik: 4 783 Domare: Oleh Orekhov (Ukraina) |
|  |                             |                                                    |         |              | Publik: 4 783 Domare: Oleh Orekhov (Ukraina) | Publik: 4 783 Domare: Oleh Orekhov (Ukraina) |

|  | 2 september 2006 20:45 CEST | Tyskland     | 1 – 0   | Irland | Gottlieb-Daimler-Stadion, Stuttgart                    |                                                        |
|  |                             | Podolski 57′ | Rapport |        | Publik: 53 198 Domare: Luis Medina Cantalejo (Spanien) | Publik: 53 198 Domare: Luis Medina Cantalejo (Spanien) |
|  |                             |              |         |        | Publik: 53 198 Domare: Luis Medina Cantalejo (Spanien) | Publik: 53 198 Domare: Luis Medina Cantalejo (Spanien) |
|  |                             |              |         |        | Publik: 53 198 Domare: Luis Medina Cantalejo (Spanien) | Publik: 53 198 Domare: Luis Medina Cantalejo (Spanien) |

|  | 6 september 2006 20:15 CEST | Slovakien | 0 – 3   | Tjeckien                   | Tehelné Pole, Bratislava                       |                                                |
|  |                             |           | Rapport | Sionko 10′, 21′ Koller 57′ | Publik: 27 683 Domare: Steve Bennett (England) | Publik: 27 683 Domare: Steve Bennett (England) |
|  |                             |           |         |                            | Publik: 27 683 Domare: Steve Bennett (England) | Publik: 27 683 Domare: Steve Bennett (England) |
|  |                             |           |         |                            | Publik: 27 683 Domare: Steve Bennett (England) | Publik: 27 683 Domare: Steve Bennett (England) |

|  | 6 september 2006 20:45 CEST | San Marino | 0 – 13  | Tyskland | Stadio Olimpico, Serravalle                   |                                               |
|  |                             |            | Rapport | Podolski 11′, 43′, 62′, 70′ Schweinsteiger 28′, 47′ Klose 29′, 44′ Ballack 34′ Hitzlsperger 65′, 72′ M. Friedrich 88′ Schneider 89′ (str.) | Publik: 5 019 Domare: Selçuk Dereli (Turkiet) | Publik: 5 019 Domare: Selçuk Dereli (Turkiet) |
|  |                             |            |         | | Publik: 5 019 Domare: Selçuk Dereli (Turkiet) | Publik: 5 019 Domare: Selçuk Dereli (Turkiet) |
|  |                             |            |         | | Publik: 5 019 Domare: Selçuk Dereli (Turkiet) | Publik: 5 019 Domare: Selçuk Dereli (Turkiet) |

|  | 7 oktober 2006 15:00 BST | Wales    | 1 – 5   | Slovakien                                        | Millennium Stadium, Cardiff                            |                                                        |
|  |                          | Bale 37′ | Rapport | Švento 14′ Mintál 32′, 39′ Karhan 51′ Vittek 59′ | Publik: 28 493 Domare: Dick van Egmond (Nederländerna) | Publik: 28 493 Domare: Dick van Egmond (Nederländerna) |
|  |                          |          |         |                                                  | Publik: 28 493 Domare: Dick van Egmond (Nederländerna) | Publik: 28 493 Domare: Dick van Egmond (Nederländerna) |
|  |                          |          |         |                                                  | Publik: 28 493 Domare: Dick van Egmond (Nederländerna) | Publik: 28 493 Domare: Dick van Egmond (Nederländerna) |

|  | 7 oktober 2006 17:15 CEST | Tjeckien                                                       | 7 – 0   | San Marino | U Nisy Stadion, Liberec                           |                                                   |
|  |                           | Kulič 15′ Polák 22′ Baroš 28′, 68′ Koller 43′, 52′ Jarolím 49′ | Rapport |            | Publik: 9 514 Domare: Vusal Aliyev (Azerbajdzjan) | Publik: 9 514 Domare: Vusal Aliyev (Azerbajdzjan) |
|  |                           |                                                                |         |            | Publik: 9 514 Domare: Vusal Aliyev (Azerbajdzjan) | Publik: 9 514 Domare: Vusal Aliyev (Azerbajdzjan) |
|  |                           |                                                                |         |            | Publik: 9 514 Domare: Vusal Aliyev (Azerbajdzjan) | Publik: 9 514 Domare: Vusal Aliyev (Azerbajdzjan) |

|  | 7 oktober 2006 17:00 EEST | Cypern                                                          | 5 – 2   | Irland               | Neo GSP Stadium, Nicosia                          |                                                   |
|  |                           | Konstantinou 9′, 50′ (str.) Garpozis 15′ Charalambides 59′, 84′ | Rapport | Ireland 7′ Dunne 43′ | Publik: 12 000 Domare: Lucilio Batista (Portugal) | Publik: 12 000 Domare: Lucilio Batista (Portugal) |
|  |                           |                                                                 |         |                      | Publik: 12 000 Domare: Lucilio Batista (Portugal) | Publik: 12 000 Domare: Lucilio Batista (Portugal) |
|  |                           |                                                                 |         |                      | Publik: 12 000 Domare: Lucilio Batista (Portugal) | Publik: 12 000 Domare: Lucilio Batista (Portugal) |

|  | 11 oktober 2006 | Irland      | 1 – 1   | Tjeckien   | Lansdowne Road, Dublin                            |                                                   |
|  |                 | Kilbane 62′ | Rapport | Koller 63′ | Publik: 35 500 Domare: Bertrand Layec (Frankrike) | Publik: 35 500 Domare: Bertrand Layec (Frankrike) |
|  |                 |             |         |            | Publik: 35 500 Domare: Bertrand Layec (Frankrike) | Publik: 35 500 Domare: Bertrand Layec (Frankrike) |
|  |                 |             |         |            | Publik: 35 500 Domare: Bertrand Layec (Frankrike) | Publik: 35 500 Domare: Bertrand Layec (Frankrike) |

|  | 11 oktober 2006 20:45 CEST | Slovakien | 1 – 4   | Tyskland                                         | Tehelné Pole, Bratislava                   |                                            |
|  |                            | Varga 58′ | Rapport | Podolski 13′, 72′ Ballack 25′ Schweinsteiger 36′ | Publik: 21 582 Domare: Terje Hauge (Norge) | Publik: 21 582 Domare: Terje Hauge (Norge) |
|  |                            |           |         |                                                  | Publik: 21 582 Domare: Terje Hauge (Norge) | Publik: 21 582 Domare: Terje Hauge (Norge) |
|  |                            |           |         |                                                  | Publik: 21 582 Domare: Terje Hauge (Norge) | Publik: 21 582 Domare: Terje Hauge (Norge) |

|  | 11 oktober 2006 20:00 BST | Wales                               | 3 – 1   | Cypern    | Millennium Stadium, Cardiff                 |                                             |
|  |                           | Koumas 33′ Earnshaw 38′ Bellamy 72′ | Rapport | Okkas 83′ | Publik: 20 456 Domare: Jacek Granat (Polen) | Publik: 20 456 Domare: Jacek Granat (Polen) |
|  |                           |                                     |         |           | Publik: 20 456 Domare: Jacek Granat (Polen) | Publik: 20 456 Domare: Jacek Granat (Polen) |
|  |                           |                                     |         |           | Publik: 20 456 Domare: Jacek Granat (Polen) | Publik: 20 456 Domare: Jacek Granat (Polen) |

|  | 15 november 2006 21:00 EET | Cypern    | 1 – 1   | Tyskland    | Neo GSP Stadion, Nicosia                          |                                                   |
|  |                            | Okkas 43′ | Rapport | Ballack 15′ | Publik: 15 000 Domare: Peter Fröjdfeldt (Sverige) | Publik: 15 000 Domare: Peter Fröjdfeldt (Sverige) |
|  |                            |           |         |             | Publik: 15 000 Domare: Peter Fröjdfeldt (Sverige) | Publik: 15 000 Domare: Peter Fröjdfeldt (Sverige) |
|  |                            |           |         |             | Publik: 15 000 Domare: Peter Fröjdfeldt (Sverige) | Publik: 15 000 Domare: Peter Fröjdfeldt (Sverige) |

|  | 15 november 2006 19:30 GMT | Irland                                       | 5 – 0   | San Marino | Lansdowne Road, Dublin                           |                                                  |
|  |                            | Reid 6′ Doyle 24′ Keane 31′, 57′ (str.), 85′ | Rapport |            | Publik: 35 500 Domare: Lassin Isaksen (Färöarna) | Publik: 35 500 Domare: Lassin Isaksen (Färöarna) |
|  |                            |                                              |         |            | Publik: 35 500 Domare: Lassin Isaksen (Färöarna) | Publik: 35 500 Domare: Lassin Isaksen (Färöarna) |
|  |                            |                                              |         |            | Publik: 35 500 Domare: Lassin Isaksen (Färöarna) | Publik: 35 500 Domare: Lassin Isaksen (Färöarna) |

|  | 7 februari 2007 20:45 CET | San Marino | 1 – 2   | Irland                    | Stadio Olimpico, Serravalle                     |                                                 |
|  |                           | Marani 86′ | Rapport | Kilbane 49′ Ireland 90+4′ | Publik: 3 294 Domare: Peter Rasmussen (Danmark) | Publik: 3 294 Domare: Peter Rasmussen (Danmark) |
|  |                           |            |         |                           | Publik: 3 294 Domare: Peter Rasmussen (Danmark) | Publik: 3 294 Domare: Peter Rasmussen (Danmark) |
|  |                           |            |         |                           | Publik: 3 294 Domare: Peter Rasmussen (Danmark) | Publik: 3 294 Domare: Peter Rasmussen (Danmark) |

|  | 24 mars 2007 | Irland      | 1 – 0   | Wales | Croke Park, Dublin                         |                                            |
|  |              | Ireland 39′ | Rapport |       | Publik: 72 539 Domare: Terje Hauge (Norge) | Publik: 72 539 Domare: Terje Hauge (Norge) |
|  |              |             |         |       | Publik: 72 539 Domare: Terje Hauge (Norge) | Publik: 72 539 Domare: Terje Hauge (Norge) |
|  |              |             |         |       | Publik: 72 539 Domare: Terje Hauge (Norge) | Publik: 72 539 Domare: Terje Hauge (Norge) |

|  | 24 mars 2007 | Cypern        | 1 – 3   | Slovakien                        | Neo GSP Stadium, Nicosia                        |                                                 |
|  |              | Aloneftis 45′ | Rapport | Vittek 54′ Škrtel 67′ Jakubo 77′ | Publik: 2 696 Domare: Gerald Lehner (Österrike) | Publik: 2 696 Domare: Gerald Lehner (Österrike) |
|  |              |               |         |                                  | Publik: 2 696 Domare: Gerald Lehner (Österrike) | Publik: 2 696 Domare: Gerald Lehner (Österrike) |
|  |              |               |         |                                  | Publik: 2 696 Domare: Gerald Lehner (Österrike) | Publik: 2 696 Domare: Gerald Lehner (Österrike) |

|  | 24 mars 2007 | Tjeckien  | 1 – 2   | Tyskland         | Toyota Arena, Prag                               |                                                  |
|  |              | Baroš 77′ | Rapport | Kurányi 42′, 62′ | Publik: 17 821 Domare: Roberto Rosetti (Italien) | Publik: 17 821 Domare: Roberto Rosetti (Italien) |
|  |              |           |         |                  | Publik: 17 821 Domare: Roberto Rosetti (Italien) | Publik: 17 821 Domare: Roberto Rosetti (Italien) |
|  |              |           |         |                  | Publik: 17 821 Domare: Roberto Rosetti (Italien) | Publik: 17 821 Domare: Roberto Rosetti (Italien) |

|  | 28 mars 2007 | Tjeckien  | 1 – 0   | Cypern | U Nisy Stadium, Liberec                     |                                             |
|  |              | Kováč 22′ | Rapport |        | Publik: 9 310 Domare: Ivan Bebec (Kroatien) | Publik: 9 310 Domare: Ivan Bebec (Kroatien) |
|  |              |           |         |        | Publik: 9 310 Domare: Ivan Bebec (Kroatien) | Publik: 9 310 Domare: Ivan Bebec (Kroatien) |
|  |              |           |         |        | Publik: 9 310 Domare: Ivan Bebec (Kroatien) | Publik: 9 310 Domare: Ivan Bebec (Kroatien) |

|  | 28 mars 2007 | Irland    | 1 – 0   | Slovakien | Croke Park, Dublin                              |                                                 |
|  |              | Doyle 12′ | Rapport |           | Publik: 71 297 Domare: Yuri Baskakov (Ryssland) | Publik: 71 297 Domare: Yuri Baskakov (Ryssland) |
|  |              |           |         |           | Publik: 71 297 Domare: Yuri Baskakov (Ryssland) | Publik: 71 297 Domare: Yuri Baskakov (Ryssland) |
|  |              |           |         |           | Publik: 71 297 Domare: Yuri Baskakov (Ryssland) | Publik: 71 297 Domare: Yuri Baskakov (Ryssland) |

|  | 28 mars 2007 | Wales                               | 3 – 0   | San Marino | Millennium Stadium, Cardiff                          |                                                      |
|  |              | Giggs 3′ Bale 20′ Koumas 63′ (str.) | Rapport |            | Publik: 18 752 Domare: Ararat Tchagharyan (Armenien) | Publik: 18 752 Domare: Ararat Tchagharyan (Armenien) |
|  |              |                                     |         |            | Publik: 18 752 Domare: Ararat Tchagharyan (Armenien) | Publik: 18 752 Domare: Ararat Tchagharyan (Armenien) |
|  |              |                                     |         |            | Publik: 18 752 Domare: Ararat Tchagharyan (Armenien) | Publik: 18 752 Domare: Ararat Tchagharyan (Armenien) |

|  | 2 juni 2007 | Wales | 0 – 0   | Tjeckien | Millennium Stadium, Cardiff                    |                                                |
|  |             |       | Rapport |          | Publik: 30 714 Domare: Paul Allaerts (Belgien) | Publik: 30 714 Domare: Paul Allaerts (Belgien) |
|  |             |       |         |          | Publik: 30 714 Domare: Paul Allaerts (Belgien) | Publik: 30 714 Domare: Paul Allaerts (Belgien) |
|  |             |       |         |          | Publik: 30 714 Domare: Paul Allaerts (Belgien) | Publik: 30 714 Domare: Paul Allaerts (Belgien) |

|  | 2 juni 2007 | Tyskland                                                          | 6 – 0   | San Marino | Max-Morlock-Stadion, Nürnberg                 |                                               |
|  |             | Kurányi 45′ Jansen 52′ Frings 56′ (str.) Gomez 63′, 65′ Fritz 67′ | Rapport |            | Publik: 43 967 Domare: Jouni Hyytiä (Finland) | Publik: 43 967 Domare: Jouni Hyytiä (Finland) |
|  |             |                                                                   |         |            | Publik: 43 967 Domare: Jouni Hyytiä (Finland) | Publik: 43 967 Domare: Jouni Hyytiä (Finland) |
|  |             |                                                                   |         |            | Publik: 43 967 Domare: Jouni Hyytiä (Finland) | Publik: 43 967 Domare: Jouni Hyytiä (Finland) |

|  | 6 juni 2007 20:30 CEST | Tyskland                           | 2 – 1   | Slovakien            | AOL Arena, Hamburg                                     |                                                        |
|  |                        | Ďurica 10′ (sjm.) Hitzlsperger 43′ | Rapport | Metzelder 20′ (sjm.) | Publik: 51 500 Domare: Olegário Benquerença (Portugal) | Publik: 51 500 Domare: Olegário Benquerença (Portugal) |
|  |                        |                                    |         |                      | Publik: 51 500 Domare: Olegário Benquerença (Portugal) | Publik: 51 500 Domare: Olegário Benquerença (Portugal) |
|  |                        |                                    |         |                      | Publik: 51 500 Domare: Olegário Benquerença (Portugal) | Publik: 51 500 Domare: Olegário Benquerença (Portugal) |

|  | 22 augusti 2007 21:00 CEST | San Marino | 0 – 1   | Cypern    | Stadio Olimpico, Serravalle                 |                                             |
|  |                            |            | Rapport | Okkas 54′ | Publik: 552 Domare: Albano Janku (Albanien) | Publik: 552 Domare: Albano Janku (Albanien) |
|  |                            |            |         |           | Publik: 552 Domare: Albano Janku (Albanien) | Publik: 552 Domare: Albano Janku (Albanien) |
|  |                            |            |         |           | Publik: 552 Domare: Albano Janku (Albanien) | Publik: 552 Domare: Albano Janku (Albanien) |

|  | 8 september 2007 20:15 CEST | San Marino | 0 – 3   | Tjeckien                                 | Stadio Olimpico, Serravalle                     |                                                 |
|  |                             |            | Rapport | Rosický 33′ Jankulovski 75′ Koller 90+3′ | Publik: 3 412 Domare: Dejan Filipović (Serbien) | Publik: 3 412 Domare: Dejan Filipović (Serbien) |
|  |                             |            |         |                                          | Publik: 3 412 Domare: Dejan Filipović (Serbien) | Publik: 3 412 Domare: Dejan Filipović (Serbien) |
|  |                             |            |         |                                          | Publik: 3 412 Domare: Dejan Filipović (Serbien) | Publik: 3 412 Domare: Dejan Filipović (Serbien) |

|  | 8 september 2007 19:00 GMT | Wales | 0 – 2   | Tyskland      | Millennium Stadium, Cardiff                             |                                                         |
|  |                            |       | Rapport | Klose 6′, 60′ | Publik: 25 000 Domare: Manuel Mejuto González (Spanien) | Publik: 25 000 Domare: Manuel Mejuto González (Spanien) |
|  |                            |       |         |               | Publik: 25 000 Domare: Manuel Mejuto González (Spanien) | Publik: 25 000 Domare: Manuel Mejuto González (Spanien) |
|  |                            |       |         |               | Publik: 25 000 Domare: Manuel Mejuto González (Spanien) | Publik: 25 000 Domare: Manuel Mejuto González (Spanien) |

|  | 8 september 2007 20:30 CEST | Slovakien             | 2 – 2   | Irland               | Tehelné pole, Bratislava                        |                                                 |
|  |                             | Klimpl 37′ Čech 90+1′ | Rapport | Ireland 7′ Doyle 57′ | Publik: 12 360 Domare: Stefano Farina (Italien) | Publik: 12 360 Domare: Stefano Farina (Italien) |
|  |                             |                       |         |                      | Publik: 12 360 Domare: Stefano Farina (Italien) | Publik: 12 360 Domare: Stefano Farina (Italien) |
|  |                             |                       |         |                      | Publik: 12 360 Domare: Stefano Farina (Italien) | Publik: 12 360 Domare: Stefano Farina (Italien) |

|  | 12 september 2007 18:30 CEST | Slovakien       | 2 – 5   | Wales                                                      | Štadión Antona Malatinského, Trnava               |                                                   |
|  |                              | Mintál 12′, 57′ | Rapport | Eastwood 22′ Bellamy 34′, 41′ Ďurica 78′ (sjm.) Davies 90′ | Publik: 5 486 Domare: Laurent Duhamel (Frankrike) | Publik: 5 486 Domare: Laurent Duhamel (Frankrike) |
|  |                              |                 |         |                                                            | Publik: 5 486 Domare: Laurent Duhamel (Frankrike) | Publik: 5 486 Domare: Laurent Duhamel (Frankrike) |
|  |                              |                 |         |                                                            | Publik: 5 486 Domare: Laurent Duhamel (Frankrike) | Publik: 5 486 Domare: Laurent Duhamel (Frankrike) |

|  | 12 september 2007 20:00 EEST | Cypern                            | 3 – 0   | San Marino | Neo GSP Stadium, Nicosia                          |                                                   |
|  |                              | Makridis 15′ Aloneftis 41′, 90+2′ | Rapport |            | Publik: 600 Domare: Alexey Kulbakov (Vitryssland) | Publik: 600 Domare: Alexey Kulbakov (Vitryssland) |
|  |                              |                                   |         |            | Publik: 600 Domare: Alexey Kulbakov (Vitryssland) | Publik: 600 Domare: Alexey Kulbakov (Vitryssland) |
|  |                              |                                   |         |            | Publik: 600 Domare: Alexey Kulbakov (Vitryssland) | Publik: 600 Domare: Alexey Kulbakov (Vitryssland) |

|  | 12 september 2007 20:30 CEST | Tjeckien        | 1 – 0   | Irland | AXA Arena, Prag                                  |                                                  |
|  |                              | Jankulovski 15′ | Rapport |        | Publik: 16 648 Domare: Kyros Vassaras (Grekland) | Publik: 16 648 Domare: Kyros Vassaras (Grekland) |
|  |                              |                 |         |        | Publik: 16 648 Domare: Kyros Vassaras (Grekland) | Publik: 16 648 Domare: Kyros Vassaras (Grekland) |
|  |                              |                 |         |        | Publik: 16 648 Domare: Kyros Vassaras (Grekland) | Publik: 16 648 Domare: Kyros Vassaras (Grekland) |

|  | 13 oktober 2007 15:00 CEST | Slovakien                                                                      | 7 – 0   | San Marino | Športová hala Dubnica, Dubnica nad Váhom     |                                              |
|  |                            | Hamšík 24′ Šesták 32′, 57′ Sapara 37′ Škrtel 51′ Hološko 54′ Ďurica 76′ (str.) | Rapport |            | Publik: 2 576 Domare: Luc Wilmes (Luxemburg) | Publik: 2 576 Domare: Luc Wilmes (Luxemburg) |
|  |                            |                                                                                |         |            | Publik: 2 576 Domare: Luc Wilmes (Luxemburg) | Publik: 2 576 Domare: Luc Wilmes (Luxemburg) |
|  |                            |                                                                                |         |            | Publik: 2 576 Domare: Luc Wilmes (Luxemburg) | Publik: 2 576 Domare: Luc Wilmes (Luxemburg) |

|  | 13 oktober 2007 19:15 EEST | Cypern                           | 3 – 1   | Wales       | Neo GSP Stadium, Nicosia                        |                                                 |
|  |                            | Okkas 59′, 68′ Charalampidis 79′ | Rapport | Collins 21′ | Publik: 8 500 Domare: Carlo Bertolini (Schweiz) | Publik: 8 500 Domare: Carlo Bertolini (Schweiz) |
|  |                            |                                  |         |             | Publik: 8 500 Domare: Carlo Bertolini (Schweiz) | Publik: 8 500 Domare: Carlo Bertolini (Schweiz) |
|  |                            |                                  |         |             | Publik: 8 500 Domare: Carlo Bertolini (Schweiz) | Publik: 8 500 Domare: Carlo Bertolini (Schweiz) |

|  | 13 oktober 2007 19:45 GMT | Irland | 0 – 0   | Tyskland | Croke Park, Dublin                              |                                                 |
|  |                           |        | Rapport |          | Publik: 67 495 Domare: Martin Hansson (Sverige) | Publik: 67 495 Domare: Martin Hansson (Sverige) |
|  |                           |        |         |          | Publik: 67 495 Domare: Martin Hansson (Sverige) | Publik: 67 495 Domare: Martin Hansson (Sverige) |
|  |                           |        |         |          | Publik: 67 495 Domare: Martin Hansson (Sverige) | Publik: 67 495 Domare: Martin Hansson (Sverige) |

|  | 17 oktober 2007 20:15 CET | San Marino | 1 – 2   | Wales                   | Olimpico, Serravalle                         |                                              |
|  |                           | Selva 73′  | Rapport | Earnshaw 13′ Ledley 36′ | Publik: 1 182 Domare: Anthony Zammit (Malta) | Publik: 1 182 Domare: Anthony Zammit (Malta) |
|  |                           |            |         |                         | Publik: 1 182 Domare: Anthony Zammit (Malta) | Publik: 1 182 Domare: Anthony Zammit (Malta) |
|  |                           |            |         |                         | Publik: 1 182 Domare: Anthony Zammit (Malta) | Publik: 1 182 Domare: Anthony Zammit (Malta) |

|  | 17 oktober 2007 19:30 GMT | Irland       | 1 – 1   | Cypern        | Croke Park, Dublin                             |                                                |
|  |                           | Finnan 90+2′ | Rapport | Okkarides 80′ | Publik: 54 000 Domare: Mikko Vuorela (Finland) | Publik: 54 000 Domare: Mikko Vuorela (Finland) |
|  |                           |              |         |               | Publik: 54 000 Domare: Mikko Vuorela (Finland) | Publik: 54 000 Domare: Mikko Vuorela (Finland) |
|  |                           |              |         |               | Publik: 54 000 Domare: Mikko Vuorela (Finland) | Publik: 54 000 Domare: Mikko Vuorela (Finland) |

|  | 17 oktober 2007 20:45 CET | Tyskland | 0 – 3   | Tjeckien                            | Allianz Arena, München                       |                                              |
|  |                           |          | Rapport | Sionko 2′ Matějovský 23′ Plašil 63′ | Publik: 66 600 Domare: Howard Webb (England) | Publik: 66 600 Domare: Howard Webb (England) |
|  |                           |          |         |                                     | Publik: 66 600 Domare: Howard Webb (England) | Publik: 66 600 Domare: Howard Webb (England) |
|  |                           |          |         |                                     | Publik: 66 600 Domare: Howard Webb (England) | Publik: 66 600 Domare: Howard Webb (England) |

|  | 17 november 2007 15:00 GMT | Wales                  | 2 – 2   | Irland              | Millennium Stadium, Cardiff                    |                                                |
|  |                            | Koumas 23′, 89′ (str.) | Rapport | Keane 31′ Doyle 60′ | Publik: 24 619 Domare: Oleh Oriekhov (Ukraina) | Publik: 24 619 Domare: Oleh Oriekhov (Ukraina) |
|  |                            |                        |         |                     | Publik: 24 619 Domare: Oleh Oriekhov (Ukraina) | Publik: 24 619 Domare: Oleh Oriekhov (Ukraina) |
|  |                            |                        |         |                     | Publik: 24 619 Domare: Oleh Oriekhov (Ukraina) | Publik: 24 619 Domare: Oleh Oriekhov (Ukraina) |

|  | 17 november 2007 20:00 CET | Tyskland                                         | 4 – 0   | Cypern | AWD-Arena, Hannover                              |                                                  |
|  |                            | Fritz 2′ Klose 20′ Podolski 53′ Hitzlsperger 82′ | Rapport |        | Publik: 45 016 Domare: Peter Rasmussen (Danmark) | Publik: 45 016 Domare: Peter Rasmussen (Danmark) |
|  |                            |                                                  |         |        | Publik: 45 016 Domare: Peter Rasmussen (Danmark) | Publik: 45 016 Domare: Peter Rasmussen (Danmark) |
|  |                            |                                                  |         |        | Publik: 45 016 Domare: Peter Rasmussen (Danmark) | Publik: 45 016 Domare: Peter Rasmussen (Danmark) |

|  | 17 november 2007 20:30 CET | Tjeckien                          | 3 – 1   | Slovakien         | AXA Arena, Prag                              |                                              |
|  |                            | Grygera 13′ Kulič 76′ Rosický 83′ | Rapport | Kadlec 79′ (sjm.) | Publik: 15 681 Domare: Tony Asumaa (Finland) | Publik: 15 681 Domare: Tony Asumaa (Finland) |
|  |                            |                                   |         |                   | Publik: 15 681 Domare: Tony Asumaa (Finland) | Publik: 15 681 Domare: Tony Asumaa (Finland) |
|  |                            |                                   |         |                   | Publik: 15 681 Domare: Tony Asumaa (Finland) | Publik: 15 681 Domare: Tony Asumaa (Finland) |

|  | 21 november 2007 18:30 EET | Cypern | 0 – 2   | Tjeckien             | Neo GSP Stadium, Nicosia                           |                                                    |
|  |                            |        | Rapport | Pudil 11′ Koller 74′ | Publik: 8 000 Domare: Levan Paniashvili (Georgien) | Publik: 8 000 Domare: Levan Paniashvili (Georgien) |
|  |                            |        |         |                      | Publik: 8 000 Domare: Levan Paniashvili (Georgien) | Publik: 8 000 Domare: Levan Paniashvili (Georgien) |
|  |                            |        |         |                      | Publik: 8 000 Domare: Levan Paniashvili (Georgien) | Publik: 8 000 Domare: Levan Paniashvili (Georgien) |

|  | 21 november 2007 20:30 CET | Tyskland | 0 – 0   | Wales | Commerzbank-Arena, Frankfurt am Main             |                                                  |
|  |                            |          | Rapport |       | Publik: 49 252 Domare: Cristian Balaj (Rumänien) | Publik: 49 252 Domare: Cristian Balaj (Rumänien) |
|  |                            |          |         |       | Publik: 49 252 Domare: Cristian Balaj (Rumänien) | Publik: 49 252 Domare: Cristian Balaj (Rumänien) |
|  |                            |          |         |       | Publik: 49 252 Domare: Cristian Balaj (Rumänien) | Publik: 49 252 Domare: Cristian Balaj (Rumänien) |

|  | 21 november 2007 20:30 CET | San Marino | 0 – 5   | Slovakien                                         | Stadio Olimpico, Serravalle                    |                                                |
|  |                            |            | Rapport | Michalík 42′ Hološko 51′, 57′ Hamšík 53′ Čech 83′ | Publik: 500 Domare: Andrejs Sipailo (Lettland) | Publik: 500 Domare: Andrejs Sipailo (Lettland) |
|  |                            |            |         |                                                   | Publik: 500 Domare: Andrejs Sipailo (Lettland) | Publik: 500 Domare: Andrejs Sipailo (Lettland) |
|  |                            |            |         |                                                   | Publik: 500 Domare: Andrejs Sipailo (Lettland) | Publik: 500 Domare: Andrejs Sipailo (Lettland) |

## Skytteliga
8 mål
- Lukas Podolski

6 mål
- Marek Mintál
- Jan Koller

5 mål
- Ioannis Okkas
- Miroslav Klose

4 mål
- Kevin Doyle, Stephen Ireland, Robbie Keane
- Thomas Hitzlsperger
- Jason Koumas

3 mål
- Efstathios Aloneftis, Constantinos Charalambidis
- Marek Čech, Martin Škrtel
- Milan Baroš, Libor Sionko
- Michael Ballack, Kevin Kurányi, Bastian Schweinsteiger
- Craig Bellamy

2 mål
- Michalis Konstantinou
- Kevin Kilbane
- Marek Hamšík, Filip Hološko, Miroslav Karhan, Filip Šebo, Stanislav Šesták, Róbert Vittek
- Marek Jankulovski, Marek Kulič, David Lafata, Tomáš Rosický
- Clemens Fritz, Mario Gomez
- Gareth Bale, Robert Earnshaw

1 mål
- Alexandros Garpozis, Constantinos Makrides, Stelios Okkarides, Yiasoumis Yiasoumi
- Richard Dunne, Steve Finnan, Andy Reid
- Manuel Marani, Andy Selva
- Ján Ďurica, Martin Jakubko, Maroš Klimpl, Ľubomír Michalík, Marek Sapara, Dušan Švento, Stanislav Varga
- Zdeněk Grygera, David Jarolím, Radoslav Kováč, Marek Matějovský, Jaroslav Plašil, Jan Polák, Daniel Pudil
- Manuel Friedrich, Torsten Frings, Marcell Jansen, Bernd Schneider
- James Collins, Simon Davies, Freddy Eastwood, Ryan Giggs, Joe Ledley

Självmål
- Martin Jiránek (åt Wales), Michal Kadlec (åt Slovakien)
- Christoph Metzelder (åt Slovakien)
- Ján Ďurica (åt Tyskland och åt Wales)